# Jaškovo
 Jaškovo  falu Horvátországban, a Károlyváros megyében. Közigazgatásilag Ozalyhoz tartozik.

## Fekvése
Károlyvárostól 10 km-re északnyugatra, községközpontjától 6 km-re délre, a Dobra bal partján fekszik.

## Története
A falunak 1857-ben 311, 1910-ben 366 lakosa volt. A trianoni békeszerződésig Zágráb vármegye Károlyárosi járásához tartozott. 
2011-ben 488 lakosa volt.

## Lakosság
| Lakosság változása | Lakosság változása | Lakosság változása | Lakosság változása | Lakosság változása | Lakosság változása | Lakosság változása | Lakosság változása | Lakosság változása | Lakosság változása | Lakosság változása | Lakosság változása | Lakosság változása | Lakosság változása | Lakosság változása | Lakosság változása |
| ------------------ | ------------------ | ------------------ | ------------------ | ------------------ | ------------------ | ------------------ | ------------------ | ------------------ | ------------------ | ------------------ | ------------------ | ------------------ | ------------------ | ------------------ | ------------------ |
| 1857               | 1869               | 1880               | 1890               | 1900               | 1910               | 1921               | 1931               | 1948               | 1953               | 1961               | 1971               | 1981               | 1991               | 2001               | 2011               |
| 311                | 321                | 334                | 392                | 405                | 366                | 399                | 475                | 523                | 460                | 441                | 419                | 462                | 596                | 516                | 488                |

## Nevezetességei
- Szent Péter és Pál apostolok tiszteletére szentelt temploma.[4] Főoltára 1691-ben készült barokk stílusban. A klasszicista jaškovoi kastély lábánál található templom egyhajós, négyszögletes alaprajzú hajóval, keskeny sokszög záródású szentéllyel és a főhomlokzat előtti harangtoronnyal. A szentély falába fekete márványból készült síremléket építettek a Bunjevac család címerével. A szentély melletti sírban temették el Vladimir Bunjevacot, Jaškovo, Trešćeno, Kucelj, Gradišće és Drežnik uradalmainak urát és Hunortstein Teodor bárót. A berendezésből megmaradt a Szűz Mária barokk főoltár. A templomot 1690-ben építette  saját uradalmán Ivan Kramarić. A 19. század második felében, abban az időben, amikor a jaškovoi kastély V. Bunjevac Jaškovski tulajdonában volt, a templomot felújították és harangtornyot építettek hozzá.
- A faluban egy emeletes kastély[5] is áll. A kastély kiemelkedő helyen található, fasorokkal körülvéve, a főhomlokzat a Dobra folyó völgye felé néz. Az egyemeletes, négyszögletes alaprajzú épületet elülső és hátsó rizalittal, melléképületekkel együtt 1841-ben J. Bunyevac Zágráb vármegye bírája építette Aleksandar Brdarić építész terve alapján. A jaškovoi kastély a klasszicista profán építészet legkiemelkedőbb és legreprezentatívabb példája Karlovac megye területén.
- Védett kulturális emlék a faluban a strand és a fahíd közelében található malom épületkomplexuma,[6] mely két különálló épületből, a malomból és a molnár házából áll. Az épületek hosszabb homlokzata a Dobra folyó felé néz. A molnár lakása egy félig földbe süllyesztett, nyeregtetővel rendelkező épületben volt, mely kőből és tölgyfa deszkából épült. A malom földszintes épülete, amelyben a berendezés nagy része fennmaradt, kőből épült. A 18. században épült malom és molnárház épületegyüttese az egyik legrégebbi és legjobban állapotban fennmaradt ilyen célú épületegyüttes Károlyáros megyében.